# The Awakening (film fra 1917)
 For alternative betydninger, se The Awakening. (Se også artikler, som begynder med The Awakening)
The Awakening er en amerikansk stumfilm fra 1917 af George Archainbaud.

## Medvirkende
- Montagu Love som Jacques Revilly.
- Dorothy Kelly som Marguerite.
- John Davidson som Horace Chapron.
- Frank Beamish som Varny.
- Joseph Granby som Prosper Chavassier.